# حسین‌آباد (لردگان)
حسین‌آباد روستایی از توابع بخش مرکزی شهرستان لردگان در استان چهارمحال و بختیاری ایران است. 

## جمعیت
این روستا در دهستان میلاس قرار دارد و براساس سرشماری مرکز آمار ایران در سال ۱۳۸۵، جمعیت آن ۴۷۳ نفر (۹۲خانوار) بوده‌است.